# جيف جاكسون (مدرب كرة سلة)
جيف جاكسون (بالإنجليزية: Jeff Jackson)‏ هو مدرب كرة سلة أمريكي، ولد في 1 مايو 1961 في نيويورك في الولايات المتحدة.